# Rita Hovink

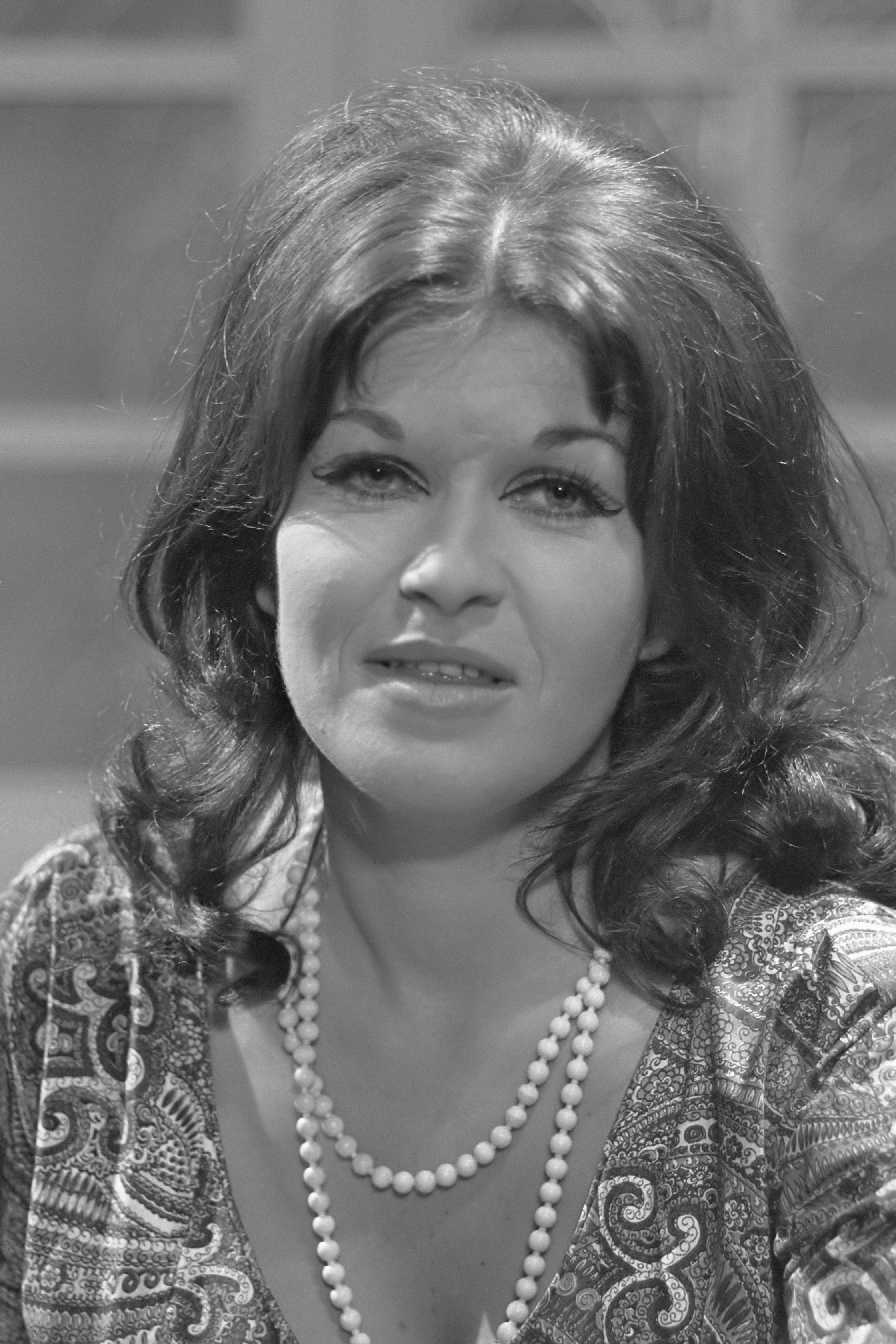
Rita Hovink (1973)

Rita Hovink (* 3. März 1944 in Beverwijk als Hendriekje Jannie Vink; † 7. September 1979 in Hilversum) war eine niederländische Jazz-, Chanson- und Schlagersängerin. Ihr erfolgreichstes Lied Laat me alleen war 1976 und posthum als Duett mit Gerard Joling 2008 ein Hit in den Niederlanden. Sie war besonders für ihr dramatisches Timbre bekannt.

## Karriere
Rita Hovink wollte zunächst Schauspielerin werden. Die erfolgreiche Teilnahme bei einer Talentshow von Max van Praag in Loosdrecht im Jahre 1959 überzeugte sie jedoch, Sängerin zu werden. Ihr erster Auftritt war in der Herman van Keeken Show.
Hovinks erste Pop-Platten erschienen 1964. Im selben Jahr gewann die Niederlande mit fünf Sängerinnen das Songfestival von Knokke, darunter Hovink. Ab 1969 versuchte sie sich als Jazzsängerin. Ihr in jenem Jahr veröffentlichtes Debütalbum Love Me or Leave Me brachte aber nicht den erhofften Durchbruch. Erst eine remasterte Wiederveröffentlichung 50 Jahre später brachte der Platte einige Aufmerksamkeit in den Niederlanden.
Am 1. Februar 1971 wurde Hovink Opfer eines schweren Autounfalls. Sie musste lange Zeit im Krankenhaus verbringen und konnte nicht mehr auftreten. 1973 folgte mit From Rita with Love ein weiteres Jazz-Album.
Ab Mitte der 1970er Jahre war Hovink vor allen Dingen mit Schlagern erfolgreich, interpretierte aber auch nach wie vor anspruchsvolleres Material zwischen Chanson und Jazz. Mit Ay Dolores hatte sie 1976 ihren ersten Charterfolg. Es folgte ihr größter Hit Laat me alleen noch im selben Jahr. Trotz dieser Erfolge geriet ihr Versuch, die Niederlande beim Eurovision Song Contest 1977 zu vertreten, zur großen Enttäuschung. Sie landete beim Vorentscheid im Februar 1977 mit der dramatischen Ballade Toen kwam jij auf dem zehnten und letzten Platz. Ein Jahr später hatte sie mit der niederländischen Version von Katja Ebsteins Weck mich, bevor du gehst, Wek me voordat je gaat, einen weiteren Hit.
Hovink war 1976, auf dem Höhepunkt ihrer Plattenerfolge, an Krebs erkrankt. Sie unterzog sich in den folgenden Jahren mehreren größeren Operationen, schien sich zu erholen, starb aber im September 1979 im Alter von 35 Jahren an den Folgen ihrer Brustkrebserkrankung. Hovink hinterließ eine Tochter Milou, der sie auch das gleichnamige, von ihr mitgeschriebene Lied widmete.
Am 14. März 2018 wurde in Hovinks Geburtsstadt die Rita Hovinkstraat eingeweiht.

## Diskografie

### Alben
- 1969: Love Me or Leave Me
- 1973: From Rita With Love
- 1976: Een rondje van Rita
- 1978: Ik wil vrouw zijn